# Державний кордон Іраку

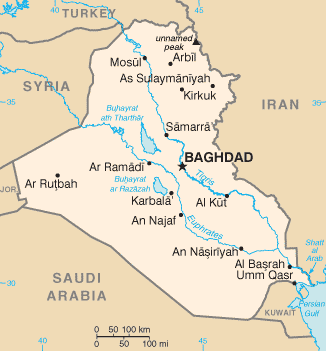
Карта Іраку

Державний кордон Іраку — державний кордон, лінія на поверхні Землі та вертикальна поверхня, що проходить по цій лінії, що визначають межі державного суверенітету Іраку над власними територією, водами, природними ресурсами в них і повітряним простором над ними. 

## Сухопутний кордон
Загальна довжина кордону — 3809 км. Ірак межує з 6 державами. Уся територія країни суцільна, тобто анклавів чи ексклавів не існує.
Ділянки державного кордону
| Держава           | Ділянка        | Довжина (км) | Прикордонні регіони | Примітки |
| ----------------- | -------------- | ------------ | ------------------- | -------- |
| Іран              | схід           | 1599         |                     |          |
| Йорданія          | захід          | 179          |                     |          |
| Кувейт            | південний схід | 254          |                     |          |
| Саудівська Аравія | південь        | 811          |                     |          |
| Сирія             | захід          | 599          |                     |          |
| Туреччина         | північ         | 367          |                     |          |

## Морські кордони
Ірак на півдні має вихід до вод Перської затоки Індійського океану. Загальна довжина морського узбережжя 58 км. Згідно з Конвенцією Організації Об'єднаних Націй з морського права (UNCLOS) 1982 року, протяжність територіальних вод країни встановлено в 12 морських миль (22,2 км). Континентальний шельф — не визначений.